# Louis J. Bergdoll Motor Company

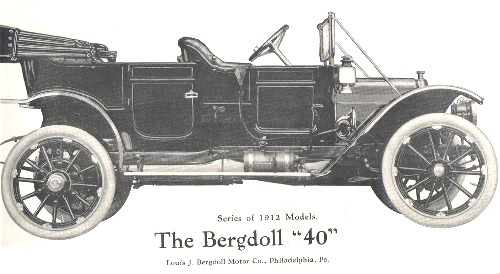
Tourenwagen von 1912

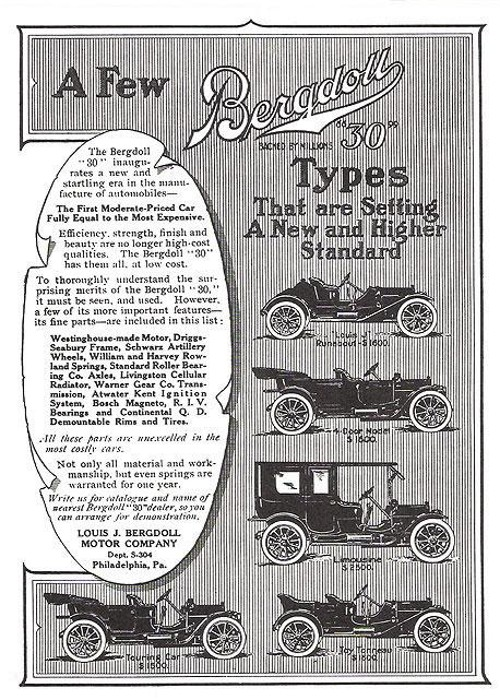
Anzeige von 1912

Louis J. Bergdoll Motor Company war ein US-amerikanischer Hersteller von Automobilen.

## Unternehmensgeschichte
Louis J. Bergdoll gründete 1910 das Unternehmen in Philadelphia in Pennsylvania. Er begann mit der Produktion von Automobilen. Der Markenname lautete Bergdoll. Im März 1913 begann die Insolvenz.

## Fahrzeuge
Das erste Modell war der Thirty, englisch für 30. Der Vierzylindermotor leistete 30 PS. Damit waren 80 km/h Höchstgeschwindigkeit möglich. Im ersten Jahr betrug der Radstand 284 cm, danach 292 cm. Ein fünfsitziger Tourenwagen war die einzige angebotene Karosserieform im ersten Jahr. 1911 gab es außerdem ein viersitziges Toy Tonneau, einen dreisitzigen Roadster, einen zweisitzigen Louis J. Roadster, eine siebensitzige Limousine, ein siebensitziges Landaulet, ein zweisitziges Coupé, ein dreisitziges Colonial Coupé und einen fünfsitzigen Tourenwagen mit vier Türen. 1912 war das Angebot auf Tourenwagen, Toy Tonneau und Louis J. Roadster reduziert. 1913 gab es nur noch den fünfsitzigen Tourenwagen und einen viersitzigen Torpedo.
1912 ergänzte der Forty, englisch für 40, das Sortiment. Er hatte einen Vierzylindermotor mit 40 PS Leistung. Die Höchstgeschwindigkeit war mit 96 km/h angegeben. Bemerkenswert ist der Anlasser. Im ersten Jahr gab es Tourenwagen, Torpedo, Limousine und Coupé. Für 1913 sind fünfsitziger Tourenwagen, zweisitziger Roadster und fünfsitziger Torpedo-Tourenwagen überliefert, während für die Fairmount-Serie ein siebensitziger Fairmount-Tourenwagen, ein zweisitziger Fairmount-Roadster und ein viersitziges Fairmount-Colonial-Coupé genannt werden.

## Modellübersicht
| Jahr | Modell | Zylinder | Leistung (PS) | Radstand (cm) | Aufbau |
| ---- | ------ | -------- | ------------- | ------------- | --- |
| 1910 | Thirty | 4        | 30            | 284           | Tourenwagen 5-sitzig |
| 1911 | Thirty | 4        | 30            | 292           | Tourenwagen 5-sitzig, Toy Tonneau 4-sitzig, Roadster 3-sitzig, Louis J. Roadster 2-sitzig, Limousine 7-sitzig, Landaulet 7-sitzig, Coupé 2-sitzig, Colonial Coupé 3-sitzig, Fore-Door Tourenwagen 5-sitzig |
| 1912 | Thirty | 4        | 30            | 292           | Tourenwagen, Toy Tonneau, Louis J. Roadster |
| 1912 | Forty  | 4        | 40            | 292           | Tourenwagen, Torpedo, Limousine, Coupé |
| 1913 | Thirty | 4        | 30            | 292           | Tourenwagen 5-sitzig, Torpedo 4-sitzig |
| 1913 | Forty  | 4        | 40            | 292           | Tourenwagen 5-sitzig, Roadster 2-sitzig, Torpedo Tourenwagen 5-sitzig, Fairmount Tourenwagen 7-sitzig, Fairmount Roadster 2-sitzig, Fairmount Colonial Coupé 4-sitzig                                      |